# Frunzenskaja
Frunzenskaja (ryska: Фру́нзенская) är en tunnelbanestation på Sokolnitjeskajalinjen i Moskvas tunnelbana. Stationen är namngiven efter Michail Frunze, bolsjevikledare under ryska revolutionen och befälhavare i Ryska inbördeskriget.
Frunzenskaja öppnades den 1 maj 1957. Stationen är symbolisk eftersom den är den sista i Moskva som byggdes helt enligt stalinistisk arkitektur, vilken dominerat tunnelbanan sedan mitten av 1940-talet. Stationen är en djup trevalvs pylonstation med gräddvita marmorvalv. Pylonerna är dekorerade med metallsköldar med en stor femuddig stjärna på varje. Stationen lyses upp av massiva ljuskronor. Vid slutet av stationen står en byst av Michail Frunze.

## Galleri

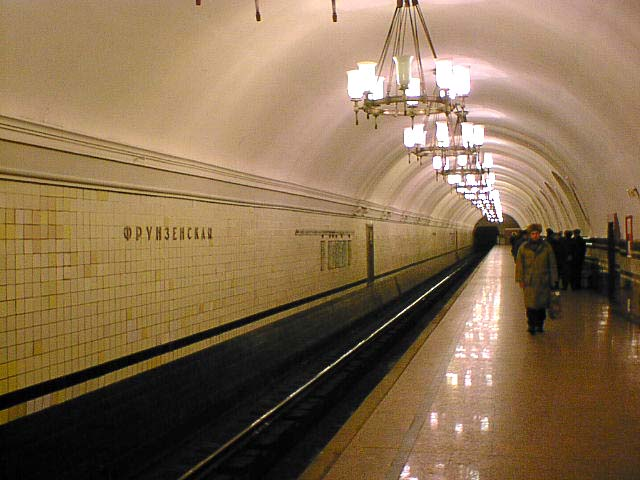
Perrong.
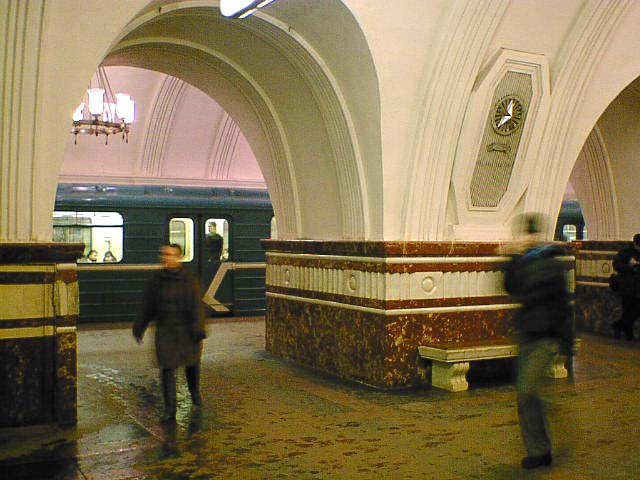
Pyloner.